# Tegella armifera
Tegella armifera är en mossdjursart som först beskrevs av Walter Douglas Hincks 1880.  Tegella armifera ingår i släktet Tegella och familjen Calloporidae. Inga underarter finns listade i Catalogue of Life.